# 尹奇逢
尹奇逢，字辰諸，湖廣武昌府嘉魚縣民籍，崇禎三年（1630年）庚午科舉人，四年辛未登进士，礼部观政，授江西德化县知县。父丧，服满，崇禎九年（1636年）起补广东茂名县令。政事称第一，升南京户部主事，以督饷最有功，擢知济南府，所辖十三县，最为繁剧。奇逢综核精明，剔蠢好，民大悦，复升山东兵备副使，再升两广总督军门，双亲先后弃世，遂绝志不仕。

## 引用
1. ↑  《崇禎辛未科進士履歴》
2. ↑  《崇祯四年辛未科三百五十名进士履历》：尹奇逢，〇〇，诗二房，辛丑十一月二十日生。嘉魚人，庚午五十，會二百八十，三甲九十九。礼部政，授德化知县，乙亥补茂名县。曾祖安。祖俊。父任，庠生。
3. ↑  《湖北通志》